# كريبتكس

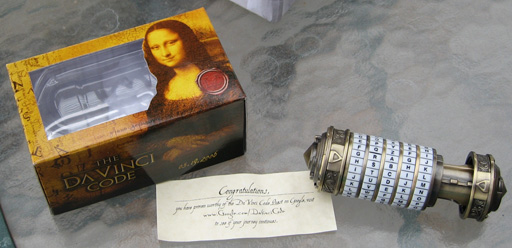
صورة توضح مثالا للكريبتكس

الكريبتكس هي أداة كانت تُستخدم لحفظ الرسائل، حيث تحتوي على صفوف متتالية من الأحرف الأبجدية على هيئة أسطوانة واحدة مصنوعة من النحاس وبجانبها عدة أسطوانات تحمل نفس الترتيب والشكل. وينبغي لمن يريد أن يفُكها أن يعلم شفرتها. وتكتب الرسائل المخبئة في الكريبتكس على ورق البردي وتلف حول زجاجة مليئة بالخل، وفي حال إذا جرى فتحها بالقوة فإن الزجاجة تنكسر ويقوم الخل بتحليل الرسالة وتشويهها، لهذا كان الكريبتكس طريقة آمنة للغاية لنقل الرسائل المهمة والسرية. وقد أصبح إستعمالها شبه منعدم في العصر الحديث.

## أصل الكلمة
كلمة الكريبتكس هو تعبير جديد صاغه المؤلف دان براون عن روايته 2003 شيفرة دافنشي، وتعني المحمولة، وتستخدم لاخفاء الرسائل السرية. تُشبه كلمة حقيبة سفر في اليونانية κρυπτός kryptós، وكلمة مخفي أو سر.

## في الثقافة العامة
ظهر الكريبتوس في العديد من الإعمال الفنية، مثل:
في الموسم الأول والثاني من مسلسل KVP أي وادي الذئاب "kurtlar vadisi pusu"
في الموسم 4، الحلقة 14 من المسلسل التلفزيوني الحدائق والترفيه رون يساعد بن بفتح الكريبتكس التي منحت ليزلي في الحب تفصيلا عيد مطاردة زبال
في الموسم 2 الحلقة 4، الإخوان جريمويري من عمر المسلسل التلفزيوني الساحرات من إيست إند، يعطى صندوق الأمن Cryptex® إلى اندفاعة وكيليان كما نصيبهم من والدتهم.
على ان بي سي سلسلة الباحثين عن الكنوز، كانت متداخلة صناديق الأمن Cryptex® بين الألغاز التي تحدت المتنافسين، وكانت تستخدم في النهائي.
في الموسم 3 من المسلسل التلفزيوني أوريكا، في حلقة "على مراحل والخلط"، والكريبتكس ما يقرب من غير قابلة للكسر هو مفتاح مخبأ تحت الأرض الخفية.
في الحلقة 88 من كوريا الجنوبية متنوعة تظهر الجري رجل، وكان أعضاء فريق العمل للعثور على خيط تعلق على الموظفين الآخرين لفتح الكريبتكس بهم.
في "داون الأرنب هول"، حلقة الموسم الرابع من المسلسل التلفزيوني الأمريكي يوميات مصاص دماء ، يصور سيف مع جهاز الكريبتكس تحت أقصى درجة لها.